# 화정면 (여수시)
화정면(華井面)은 대한민국 전라남도 여수시의 면이다.

## 개요
화정면은 한반도의 중부 남단인 여수반도의 흐름 중에서 화양반도가 형성되어 있다. 화양면의 최남단인 힛도와 백야도는 불과 250m 거리로 백야도를 중심으로 남북으로 길게 분출된 도서군이며 북으로는 여자만의 중심인 여자도가 위치하여 육달천과 3.2km의 거리를 두고 있다. 서북에는 길게 고흥반도와 불과 2.5km로 적금도(積金島), 낭도(狼島)가 인접해 있다. 화양반도의 서남단인 공진곶에서 분출된 조발도(早發島)와 둔병도(屯兵島)와 적금도(積金島), 낭도(狼島), 사도(沙島), 추도(鰍島)로 연결된 분출된 도서로 형성되어 있다. 사도(沙島), 추도(鰍島)의 동쪽에는 상화도, 하화도가 인접하고 백야도가 2.5 km 거리에 있으며 인근에는 상계도, 하계도, 장군도가 있으며 상화도, 하화도 사이에 칠여가 있는데 만조 시에는 거의 수중으로 잠겨보이지 않는다.
낭도· 둔병도· 백야도· 적금도· 조발도는 한반도 본토와 연륙교로 이어져 있다. 개도· 월호도· 제도에는 연륙교가 들어설 예정이다.

## 연혁
- 538년 (백제 성왕 16년) : 전라지방 구지하성(장성) 감평군(순천) 원산현, 돌산현에 속함
- 757년 (신라 경덕왕 16년) : 무주(광주)관하 승평군(순천) 해읍현(여수) 여산현(돌산)에 속함
- 940년 (고려 태조 5년) : 여수현 돌산현이라 개칭
- 1396년 (조선 태조 5년) : 진례만호진(삼일면 진례) 돌산만호진 설치, 여수현을 폐지하고 순천부에 귀속케 함
- 1423년 (조선 세종 5년) : 내례만호진(신항과 종포) 설치
- 1474년 (조선 성종 5년) : 곡화(화양면 화동리) 목관에 속함
- 1479년 (조선 성종 10년) : 전라좌도수군절도사영 설치
- 1523년 (조선 중종 18년) : 방답첨사진 설치
- 1896년 (조선 고종 33년) : 나주부 관하 돌산군 설치
- 1896년 : 돌산군에 9개면(두남면, 금오면, 화냥면, 옥정면, 경호면, 태인면, 봉래면, 금산면, 삼산면)을 두어 화개면에 월호리,자봉리,개도리,제도리,상화리,하화리가 속하고 옥정면에 백야, 조발, 둔병, 적금, 낭도, 사도, 여자, 달천, 운두, 경도, 내백일도, 외백일도, 우도가 속함
- 1897년 : 여수군이 설치되어 처음에는 율촌면,소라면,삼일면,여수면이 속하고 그 다음에 쌍봉, 덕안, 구산, 화양면이 통합됨
- 1908년 12월 27일 : 화개면장 발령
- 1909년 7월 17일 : 옥정면장 발령
- 1914년 3월 1일 : 돌산군이 폐지되고 여수군으로 통합. 봉래면,금산면은 고흥군에 편입, 태인면은 광양군에 편입, 10개면(여수, 쌍봉, 소라, 율촌, 삼일, 화정, 남, 돌산, 화양, 삼산, 화개, 옥정면) 통합. 내자일, 외자일도는 고흥군에 편입
- 1914년 4월 1일 : 화정면 초대면장 임명, 법정리로 월호리(자봉), 개도리, 제도리, 백야리, 하화리, 상화리, 낭도리(사도, 추도), 조발리(둔병), 적금리, 여자리(달천, 운두)의 10개리를 둠
- 1915년 9월 : 화정면사무소를 백야도 96-1번지로 이전
- 1928년 12월 : 백야등대 설치
- 1937년 : 화정순사주재소 설치
- 1941년 3월 10일 : 화정면사무소 신축 (백야리 94번지)
- 1949년 8월 15일 : 여천군 화정면으로 개칭
- 1952년 4월 25일 : 초대 면의원 선거
- 1962년 5월 29일 : 화정우체국 설립
- 1968년 6월 16일 : 낭도출장소 설치
- 1970년 6월 1일 : 개도줄장소 설치 (개도리 518번지)
- 1977년 4월 1일 : 백야리 전기가설
- 1979년 6월 15일 : 여자출장소 설치
- 1983년 2월 15일 : 달천도를 소라면 복산리에, 운두도를 화양면 이천리에 편입
- 1988년 2월 20일 : 화정면사무소 이전 신축 (백야리 69-3번지)
- 1998년 4월 1일 : 여수시 화정면으로 개칭

## 행정 구역
| 법정리 | 한자명 | 행정리                             | 비고            |
| ------ | ------ | ---------------------------------- | --------------- |
| 개도리 | 蓋島里 | 월항, 신흥, 화산, 여석, 모전, 호령 |                 |
| 낭도리 | 狼島里 | 사도, 여산, 규포                   |                 |
| 백야리 | 白也里 | 백야, 화백                         | 면사무소 소재지 |
| 상화리 | 上花里 | 상화                               |                 |
| 여자리 | 如自里 | 여자                               |                 |
| 월호리 | 月湖里 | 월호, 자봉                         |                 |
| 적금리 | 積金里 | 적금                               |                 |
| 제도리 | 諸島里 | 제도                               |                 |
| 조발리 | 早發里 | 조발, 둔병                         |                 |
| 하화리 | 下花里 | 하화                               |                 |

## 부속 도서
무인도
| 이름   | 위치                | 면적(m2) | 비고   |
| ------ | ------------------- | -------- | ------ |
| 납계도 | 화정면 여자리 산143 | 15,868   | 사유지 |
| 동도   | 화정면 여자리 산142 | 595      | 사유지 |
| 동굴섬 | 화정면 여자리 산144 | 1,587    | 사유지 |
| 딴섬   | 화정면 여자리 산259 | 3,570    |        |
| 만월도 | 화정면 적금리 산1   | 4,760    | 사유지 |
| 매불섬 | 화정면 여자리 산166 | 6,248    | 사유지 |
| 머그섬 | 화정면 적금리 산4   | 397      | 사유지 |
| 목도   | 화정면 낭도리 산92  | 1,983    | 사유지 |
| 살피도 | 화정면 낭도리 산341 | 1,388    | 사유지 |
| 상계도 | 화정면 낭도리 산342 | 31,339   | 사유지 |
| 상과도 | 화정면 적금리 산2   | 9,917    | 사유지 |
| 야도   | 화정면 개도리 산1   | 24,397   | 사유지 |
| 외단도 | 화정면 개도리 산111 | 3,570    | 공유지 |
| 죽도   | 화정면 여자리 산167 | 14,281   | 공유지 |
| 하계도 | 화정면 낭도리 산343 | 65,058   | 사유지 |
| 하과도 | 화정면 적금리 산3   | 17,058   | 사유지 |